# كارلوس ارسي (لاعب كرة قدم)
كارلوس ارسي (بالإسبانية: Carlos Arce)‏ هو لاعب كرة قدم أرجنتيني في مركز الدفاع، ولد في 4 فبراير 1985 في لانوس في الأرجنتين. لعب مع نادي لانوس.